# Katedra Saint Chad’s w Birmingham
Katedra Saint Chad’s w Birmingham (ang. St Chad's Cathedral) – główna świątynia archidiecezji Birmingham kościoła rzymskokatolickiego. Jest to neogotycka budowla wybudowana w latach 1839–1841, zaprojektowana przez architekta Augustusa Welby Northmore Pugina. Godność katedry posiada od 1850. Ustanowiona przez papieża Piusa XII bazyliką mniejszą w 1941 roku.